# Кени Макормик
Кенет Џејмс "Кени" Макормик (енгл. Kenneth James "Kenny" McCormick) је измишљени лик из цртаног филма Саут Парк и један од четири главна лика.
Кени носи наранџасту кабаницу која му прекрива уста те гледаоци не могу да чују ништа сем мумлања кад Кени прича. Његово мумлање разумеју једино други дечаци и преводе његове речи. Познати гег је да Кени умире на крају сваке епизоде, што други ликови узимају здраво за готово. У првих пет сезона Кени би погинуо у свакој епизоди и вратио се у следећој. У сезони шест се уопште није појављивао, а затим је враћен и више не умире.
Кени је из сиромашне породице и родитељи и окружење не обраћа много пажње на њега, због чега га Картман често задиркује. Најбоље се од дечака разуме у порнографију и „клозетски“ хумор.